# Ignác Udvardy
Ignác Ödön Udvardy (* 8. August 1877 in Zalaegerszeg, Österreich-Ungarn; † 1. April 1961 ebenda) war ein ungarischer Maler, der dem Postimpressionismus und der Moderne nahestand.

## Leben
Nach seinem Abitur 1894 studierte er von 1896 bis 1900 an der Ungarischen Akademie der Bildenden Künste in Budapest unter Bertalan Székely, von dem er sehr geschätzt wurde, Pál Szinyei Merse, Róbert Nádler und Ede Balla.

## Werke in Museen
- Kunstmuseum Baia Mare, Baia Mare
- Muzeul Țării Crișurilor, Oradea
- Ungarische Nationalgalerie, Budapest

### Monografisch
- Maria Zintz: Artiști plastici la Oradea 1850–1950, S. 109–118 und S. 163/163, 2009, Verlag Muzeul Ţării Crișurilor. ISBN 978-973-7621-15-3

### Lexikalisch
- Ungarisches Biografie-Verzeichnis (Magyar Életrajzi Index)
- Ákos András Szabó: Magyar festok és grafikusok életrajzi lexikona, 2002, NBA Verlag